# Wilhelm Ahlmann (Bankier)

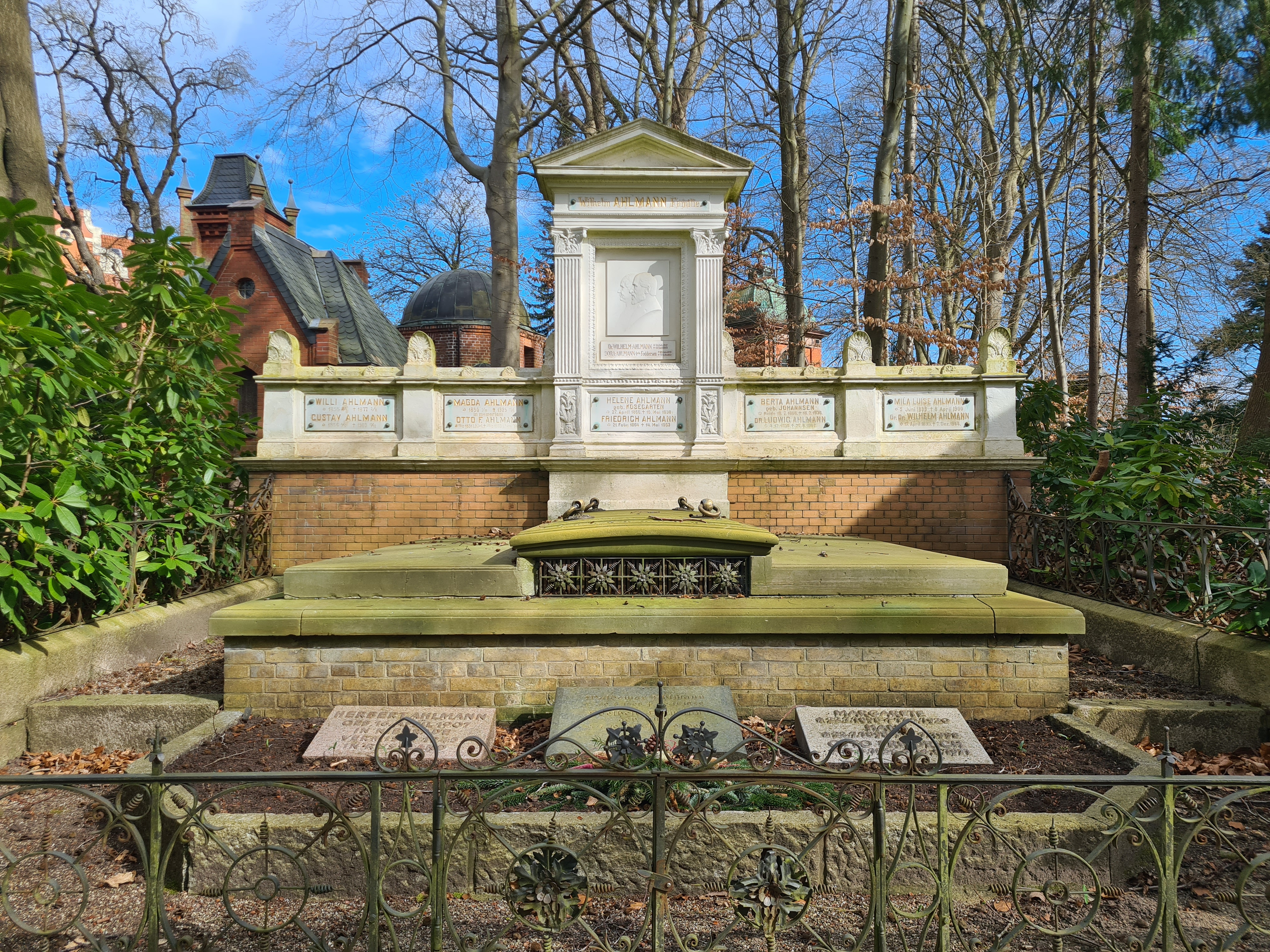
Grab von Wilhelm Ahlmann im Familiengrab auf dem Südfriedhof (Kiel)

Wilhelm Ahlmann (* 17. April 1895 in Kiel; † 7. Dezember 1944 ebenda) war ein deutscher Bankier.

## Leben
Wilhelm Ahlmann war ein Sohn des Bankiers Ludwig Ahlmann und Enkel des Politikers Wilhelm Ahlmann, der 1852 in Kiel eine Privatbank gründete. Ahlmann wuchs in einem konservativen Elternhaus auf und besuchte die Kieler Gelehrtenschule, wo er 1913 das Abitur ablegte. Für eine international ausgerichtete Bankausbildung ging er nach England. Nach Ausbruch des Ersten Weltkriegs kehrte er nach Deutschland zurück. Als Neunzehnjähriger meldete er sich als Kriegsfreiwilliger und wurde dem Husarenregiment in Schleswig-Holstein zugeordnet. Ahlmann wurde zunächst zum Kriegsdienst in Frankreich und später an der Ostfront in Kurland eingesetzt. Im Mai 1915 wurde er in einem Gefecht schwer verwundet, womit sein Fronteinsatz endete.
Ende 1915 wurde er an die Bahnhofskommandantur in Lille versetzt. 1916 traf ihn beim unsachgemäßen Umgang mit der Waffe ein Schuss am Kopf, was den Verlust des Sehvermögens zur Folge hatte. Sein Leben änderte sich grundlegend. Eine Tätigkeit im Bankgeschäft war unmöglich geworden. Alle schriftlichen Äußerungen musste er diktieren und alle Texte mussten ihm vorgelesen werden. Mit den Menschen fand er die Verbindung bevorzugt über das Gespräch über philosophische, historische und politische Themen. 1918 promovierte er mit einer juristischen Arbeit in Berlin. 1922 wurde er von seinem Vater zum Teilhaber an der Bank gemacht und war so materiell abgesichert.
In Kiel folgte ein zweites Studium. 1923 promovierte er mit einer Arbeit über die Blindenpsychologie. In Kiel schloss er mit dem Philosophen Hans Freyer eine lebenslange Freundschaft. 1924/25 folgte er Freyer nach Leipzig, der dort den neu eingerichteten Lehrstuhl für Soziologie annahm. In Leipzig widmete er sich unter dem Einfluss Freyers politischen und staatsphilosophischen Fragen.
Ab dem Frühjahr 1933 arbeitete Ahlmann als Hilfsreferent im preußischen Kultusministerium, wurde jedoch aus politischen Gründen bereits im Herbst des gleichen Jahres wieder entlassen. Ahlmann pflegte Kontakte zu Hans Barion, Ernst Forsthoff, Jens Jessen, Hermann Kasack, Johannes Popitz, Gustav Steinbömer, Konrad Weiß, Werner Weber und Carl Schmitt. Mit Schmitt stimmte Ahlmann in der kritischen Haltung über den Parlamentarismus der Weimarer Republik überein. Nach seiner Auffassung war das demokratisch-parlamentarische System nicht in der Lage, die Jahre der Weltwirtschaftskrise und die Massenarbeitslosigkeit zu bewältigen. Der Neuhegelianismus und Hans Freyers Schrift „Revolution von rechts“ wiesen ihm das neue Weltbild. Diese neue Ansicht führte aber zu einer komplizierten Überschneidung von konservativen und nationalsozialistischen Auffassungen. 1933 und auch später kann er jedoch nicht als Nationalsozialist bezeichnet werden.
Seit 1938/39 verkehrte Ahlmann zunehmend in Widerstandskreisen. Mit dem Ausbruch des Kriegs ging Ahlmann zu einer pessimistischen Lebenshaltung über. Mit Peter Suhrkamp veröffentlichte er unter dem Titel „Die menschlichen Tugenden“ eine Artikelreihe, die anhand von Briefen die Haltung von Menschen zeigte, die sich nach persönlichen Schicksalsschlägen Worte der Freundschaft und des Trostes spendeten und so ihr Leben gestärkt fortführen konnten. Als Suhrkamp 1944 verhaftet wurde, bemühte Ahlmann sich vergeblich, die Unabhängigkeit des Verlages zu erhalten und Suhrkamp aus der Haft zu bekommen.
Ahlmann wurde mehrmals von Claus Schenk Graf von Stauffenberg besucht. Mit ihm führte er Gespräche über die zukünftige politische Ordnung nach Adolf Hitler. Spätestens seit 1942 wusste Ahlmann von den Widerstandsaktivitäten. Nach dem missglückten Attentat vom 20. Juli 1944 auf Hitler erschoss sich Ahlmann kurz vor seiner Verhaftung, vermutlich um nicht während seines bevorstehenden Verhörs andere zu gefährden.
Wilhelm Ahlmann hinterließ keinen Nachlass und kaum schriftliche Zeugnisse. Carl Schmitt widmete ihm 1950 seine Schrift Ex Captivitate Salus, Hans Freyer widmete ihm 1954 seine Weltgeschichte Europas.